# Rhabdogaster etheira
Rhabdogaster etheira là một loài ruồi trong họ Asilidae. Rhabdogaster etheira được Londt miêu tả năm 2006. Loài này phân bố ở vùng nhiệt đới châu Phi.